# Lore Hoffmann (Sängerin)

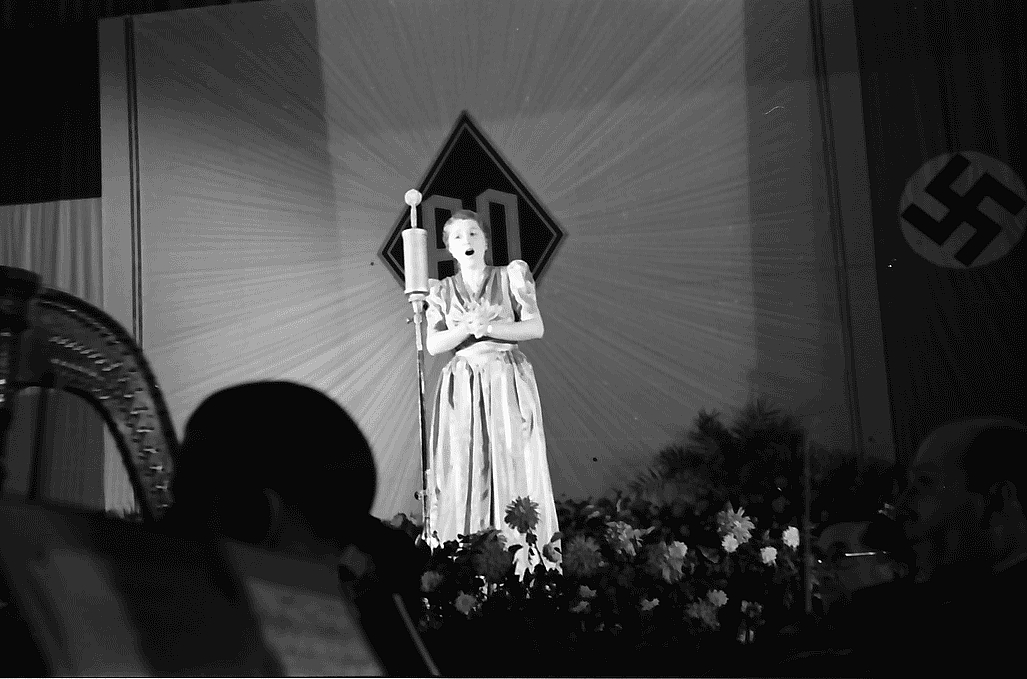
Lore Hoffmann, 1942

Lore Hoffmann (geboren 23. August 1911 in Bielefeld; gestorben 18. Februar 1996 in Bad Pyrmont) war eine deutsche Opernsängerin (Sopran).

## Leben
Lore Hoffmann studierte an der Berliner Musikhochschule und begann ihre Bühnenlaufbahn als lyrische Sopranistin 1934 an der Oper Breslau. Von 1935 bis zur kriegsbedingten Unterbrechung 1944 war sie an der Städtischen Oper Berlin beschäftigt. Hoffmann stand 1944 in der Gottbegnadeten-Liste des Reichsministeriums für Volksaufklärung und Propaganda.
1946 wurde sie an die Staatsoper Hamburg engagiert und war dort bis 1958 Ensemblemitglied. Sie gab Gastspiele an den führenden deutschen Opernhäusern. Zusammen mit Rudolf Schock sang sie 1951 im NWDR die Operette der Der Graf von Luxemburg von Franz Lehár. Sie war auch als Konzertsängerin aktiv.

## Tonaufnahmen (Auswahl)
- Die lustigen Weiber von Windsor von Nicolai auf Urania, 1952
- Caecilien-Ode von Händel auf Urania, 1951
- Querschnitt durch die Oper Schwarzer Peter von Norbert Schultze auf Telefunken